# Nigeria Reformed Church

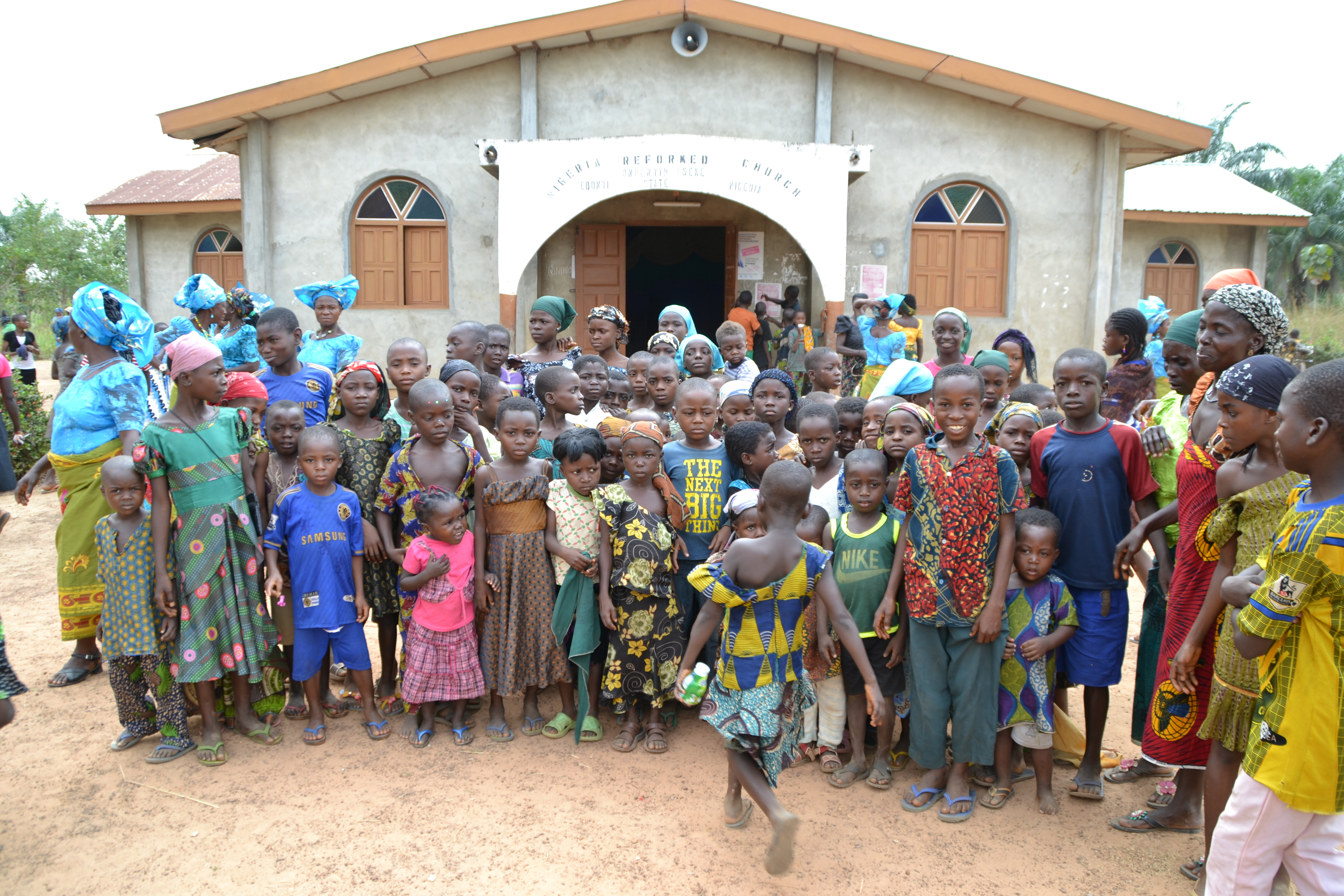
Het kerkgebouw te Onuenyim Iseke

De Nigeria Reformed Church (ook: Nigerian Reformed Church) is een bevindelijk gereformeerd kerkgenootschap in het zuidoosten van Nigeria. In het jaar 2000 telde het kerkverband 1.911 leden en is ontstaan op 15 april 1988 als gevolg van zendingswerkzaamheden van de Nederlandse Gereformeerde Gemeenten. De laatste actuele schatting van het ledenaantal bedraagt 2.500. Het aantal kerkgangers ligt beduidend hoger.

## Geschiedenis
Al vanaf 1963 is de ZGG (Zending Gereformeerde Gemeenten) actief in het Igede-gebied. Hier zijn onder meer een ziekenhuis en een weeshuis gesticht. Dit werk is in 1989 officieel overgedragen aan de Methodist Church of Nigeria. In 1974 is zendingswerk gestart in het Izi-gebied en in dit gebied is de Nigerian Reformed Church ontstaan.
In juli 1977 is het eerste kerkje geopend in het Izi-gebied, waar op 28 augustus van dat jaar de eerste mensen worden gedoopt. Na enige jaren van groei worden op 15 april 1988 (onder grote belangstelling) 17 ouderlingen en 8 diakenen in het ambt bevestigd en zo vier gemeenten geïnstitueerd.
In januari 2003 wordt zendingswerker Jan Peter Baan vermoord.
In 2015 bestaat het kerkverband uit 18 geïnstitueerde gemeenten en ongeveer 100 preekplaatsen (soort evangelisatieposten). Deze zijn onderverdeeld in 4 classes: (Ebonyi, Benue, Cross-Rivers, Ogun en Lagos State) en worden bediend door 13 predikanten en 65 evangelisten. Televisie wordt door het kerkverband afgewezen.

## School
Het kerkverband heeft in 1994 een school gesticht, de John Calvin Secondary School in Oswanka. Deze school wordt bezocht door circa 800 leerlingen.